# Australian Professional Championship 1984
Die Toohey’s Brewery Australian Professional Championship 1984 war ein professionelles Snookerturnier im Rahmen der Saison 1984/85 ohne Einfluss auf die Weltrangliste und in der Funktion der nationalen Profimeisterschaft Australiens. Das Turnier wurde vom 13. bis zum 17. August 1984 im RSL Club in der australischen Stadt Dubbo ausgetragen. Sieger wurde Titelverteidiger damit nun fünfzehnfacher Rekordsieger des Turnieres Eddie Charlton, der im Finale Warren King mit 10:3 besiegte. Charlton spielte zudem mit einem 105er-Break das einzige Century Break und damit das höchste Break der ersten Ausgabe nach der Einstellung des Turnieres im Jahre 1978.

## Preisgeld
Erstmal hatte das Turnier mit Toohey’s Brewery einen Sponsor, auch wenn nach einer alternativen Angabe das Turnier ohne Sponsor auskam. Dabei wurde insgesamt ein Preisgeld vom 7.485 Pfund Sterling ausgeschüttet, von denen gut ein Viertel auf den Sieger entfielen.
|                 | Preisgeld |
| --------------- | --------- |
| Sieger          | 1.900 £   |
| Finalist        | 1.425 £   |
| Halbfinalist    | 950 £     |
| Viertelfinalist | 475 £     |
| Erste Runde     | 120 £     |
| Insgesamt       | 7.485 £   |

## Turnierverlauf
Im Vergleich zur vorherigen Ausgabe des Turnieres im Jahr 1978 stieg die Teilnehmerzahl um drei Spieler auf insgesamt elf Teilnehmer an, von denen zehn Profi- und einer ein Amateurspieler waren beziehungsweise war. Insgesamt sechs Spieler starteten in einem von drei Erstrundenspielen ins Turnier, wobei die Sieger der Partie zusammen mit den übrigen fünf Spielern ab dem anschließenden Viertelfinale im K.-o.-System um den Turniersieg spielten. Dabei wurden die Erstrunden- und Viertelfinalspiele im Modus Best of 11 Frames gespielt, woran sich das Halbfinale im Modus Best of 17 Frames und das Endspiel im Modus Best of 19 Frames anschlossen.
|  | Erste Runde Best of 11 Frames | Erste Runde Best of 11 Frames |   |                | Viertelfinale Best of 11 Frames | Viertelfinale Best of 11 Frames |               |                | Halbfinale Best of 17 Frames | Halbfinale Best of 17 Frames |  |  | Finale Best of 19 Frames | Finale Best of 19 Frames |
|  |                               |                               |   |                |                                 |                                 |               |                |                              |                              |  |  |                          |                          |
|  | Robby Foldvari                | 6                             |   |                | Eddie Charlton                  | 6                               |               |                |                              |                              |  |  |                          |                          |
|  | Jim Charlton                  | 1                             |   |                | Robby Foldvari                  | 4                               |               |                |                              |                              |  |  |                          |                          |
|  | Jim Charlton                  | 1                             |   | Eddie Charlton | Robby Foldvari                  | 4                               | 9             |                |                              |                              |  |  |                          |                          |
|  |                               |                               |   |                |                                 |                                 | 9             |                |                              |                              |  |  |                          |                          |
|  |                               | Paddy Morgan                  | 2 |                |                                 |                                 |               |                |                              |                              |  |  |                          |                          |
|  | George Ganim                  | Paddy Morgan                  | 2 | 6              |                                 |                                 | Paddy Morgan  | 6              |                              |                              |  |  |                          |                          |
|  | George Ganim                  |                               |   |                |                                 |                                 | Paddy Morgan  | 6              |                              |                              |  |  |                          |                          |
|  | Ian Anderson                  | 5                             |   |                | George Ganim                    | 4                               |               |                |                              |                              |  |  |                          |                          |
|  | Ian Anderson                  | 5                             |   |                |                                 | 4                               |               | Eddie Charlton | 10                           |                              |  |  |                          |                          |
|  |                               |                               |   |                |                                 |                                 |               |                |                              |                              |  |  |                          |                          |
|  |                               | Warren King                   | 3 |                |                                 |                                 |               |                |                              |                              |  |  |                          |                          |
|  | James Giannaros               | Warren King                   | 3 | 6              |                                 |                                 | Warren King   | 6              |                              |                              |  |  |                          |                          |
|  | James Giannaros               |                               |   |                |                                 |                                 | Warren King   | 6              |                              |                              |  |  |                          |                          |
|  | Lou Condo                     | 2                             |   |                | James Giannaros                 | 5                               |               |                |                              |                              |  |  |                          |                          |
|  | Lou Condo                     | 2                             |   | Warren King    | James Giannaros                 | 5                               | 9             |                |                              |                              |  |  |                          |                          |
|  |                               |                               |   |                |                                 |                                 | 9             |                |                              |                              |  |  |                          |                          |
|  |                               | John Campbell                 | 6 |                |                                 |                                 |               |                |                              |                              |  |  |                          |                          |
|  |                               | John Campbell                 | 6 |                |                                 |                                 | John Campbell | 6              |                              |                              |  |  |                          |                          |
|  |                               |                               |   |                |                                 |                                 |               | 6              |                              |                              |  |  |                          |                          |
|  |                               |                               |   |                | Leon Heywood                    | 2                               |               |                |                              |                              |  |  |                          |                          |

### Finale
Lokalmatador Eddie Charlton hatte vor der Einstellung des Turniers 1978 insgesamt dreizehn Mal das Turnier gewonnen, wobei letztmals 1968 mit Warren Simpson ein anderer Spieler als Turniersieger hervorging. Bei dieser Ausgabe war Charlton mit einem 6:4-Sieg über Robby Foldvari gestartet, bevor er mit einem deutlichen 9:2-Sieg über Paddy Morgan ins Finale des Turnieres eingezogen war. Dort traf er auf Warren King, welcher bei seiner ersten Teilnahme an diesem Turnier mit relativ knappen Siegen über James Giannaros und John Campbell das Finale erreicht hatte.
Trotz eines 95er-Breaks von Charlton verlief der Spielbeginn sehr ausgeglichen, als bis zum 3:3 keiner der beiden Spieler mit mehr als einem Frame in Führung ging. Doch anschließend schaffte es Charlton auch mithilfe eines 105er-Breaks, sämtliche der sieben folgenden Frames für sich zu entscheiden, womit er mit 10:3 das Spiel und zum vierzehnten und letzten Mal das Turnier gewann.
| Finale: Best of 19 Frames RSL Club, Dubbo, Australien, 17. August 1984                                         |                |             |
| Eddie Charlton                                                                                                 | 10:3           | Warren King |
| 74:32, 19:79, 117:5 (95), 48:64, 39:85, 119:31 (75), 105:0 (105), 75:24, 72:36, 97:0 (65), 79:15, 65:17, 88:20 |                |             |
| 105 | Höchstes Break | –           |
| 1 | Century-Breaks | –           |
| 4 | 50+-Breaks     | –           |